# 백범로 (인천)
백범로(白凡路)는 인천광역시 남동구 장수동 장수사거리와 서구 가좌동 사이를 잇는 도로로, 총 연장은 10.9 km이며, 해당 도로는 국도 제42호선의 일부를 이룬다.

## 역사
- 2009년 7월 10일 : 2개 이상 시·도에 걸쳐 있는 도로로 백범로를 고시[1]

## 경유지
장수사거리 - 장수초교앞교차로 - 만수사거리 - 만수주공사거리 - 만수종합시장입구교차로 - 향촌입구삼거리 - 만수119안전센터 - KT만수지사 - 간석사거리 - 간석자유시장 - 간석고가교 - 간석오거리 - 동암역남광장입구교차로(남동구-부평구 경계) - 벽돌막사거리 - 십정동새마을금고 - 십정사거리 - 부평구-서구 경계(6km지점) - 진영주유소 - 가좌IC고가교 - 가좌사거리 - 가좌 나들목 - 가좌삼거리 - 염곡로입구 - 봉수대길사거리 - 서구-동구 경계(9.8km지점) - 인천교펌프장입구사거리(동구-서구 경계) - 가좌동종점

## 교통

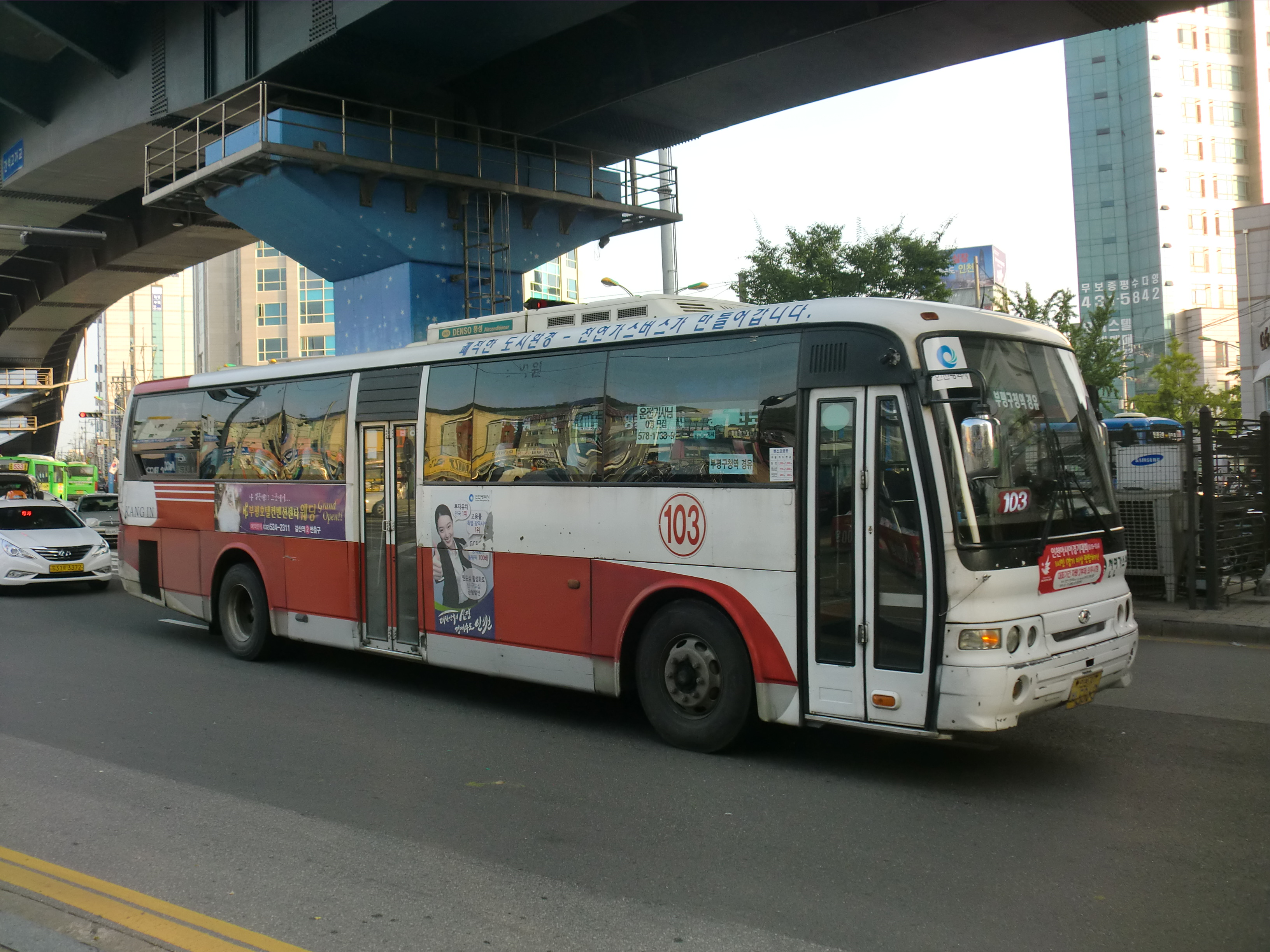
103번 버스 (간석고가교를 통과하고 있는 강인여객 소속)

- 103번 버스 : 강인여객 소속

## 통과하는 지자체
- 인천광역시
  - 남동구 - 부평구 - 서구 - 동구 - 서구

## 접촉하는 도로
- 수인로 (구 수인산업도로, 수원시에서 시작함)
- 무네미로
- 소래로
- 구월로
- 만수로
- 호구포로
- 남동대로
- 경인로 (국도 제46호선)
- 아트센터로
- 예술로
- 열우물로
- 경원대로
- 가남로
- 염곡로
- 봉수대로
- 중봉대로
- 원석로 (직결)
- 하촌로

## 사진

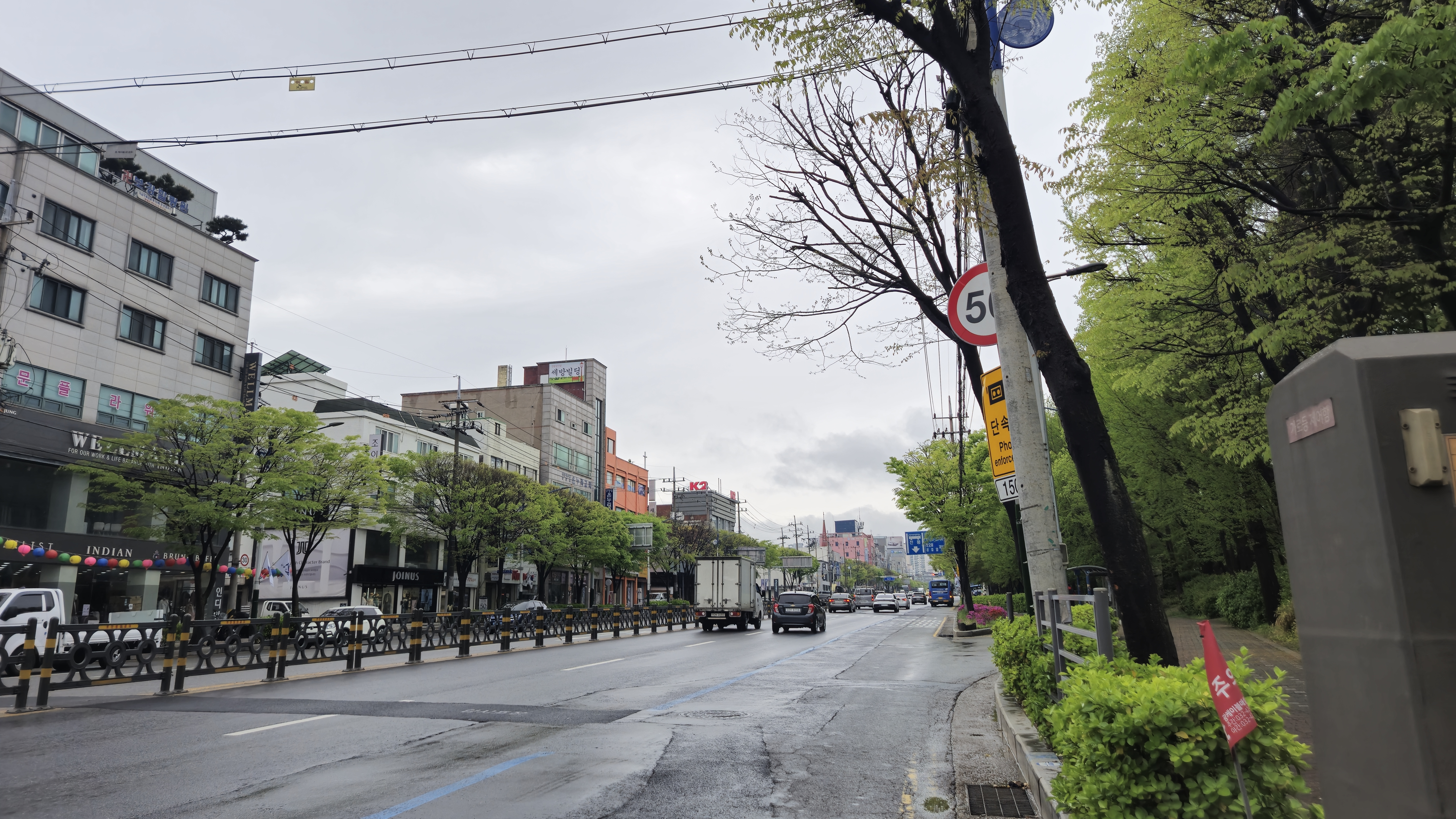
간석사거리 방향
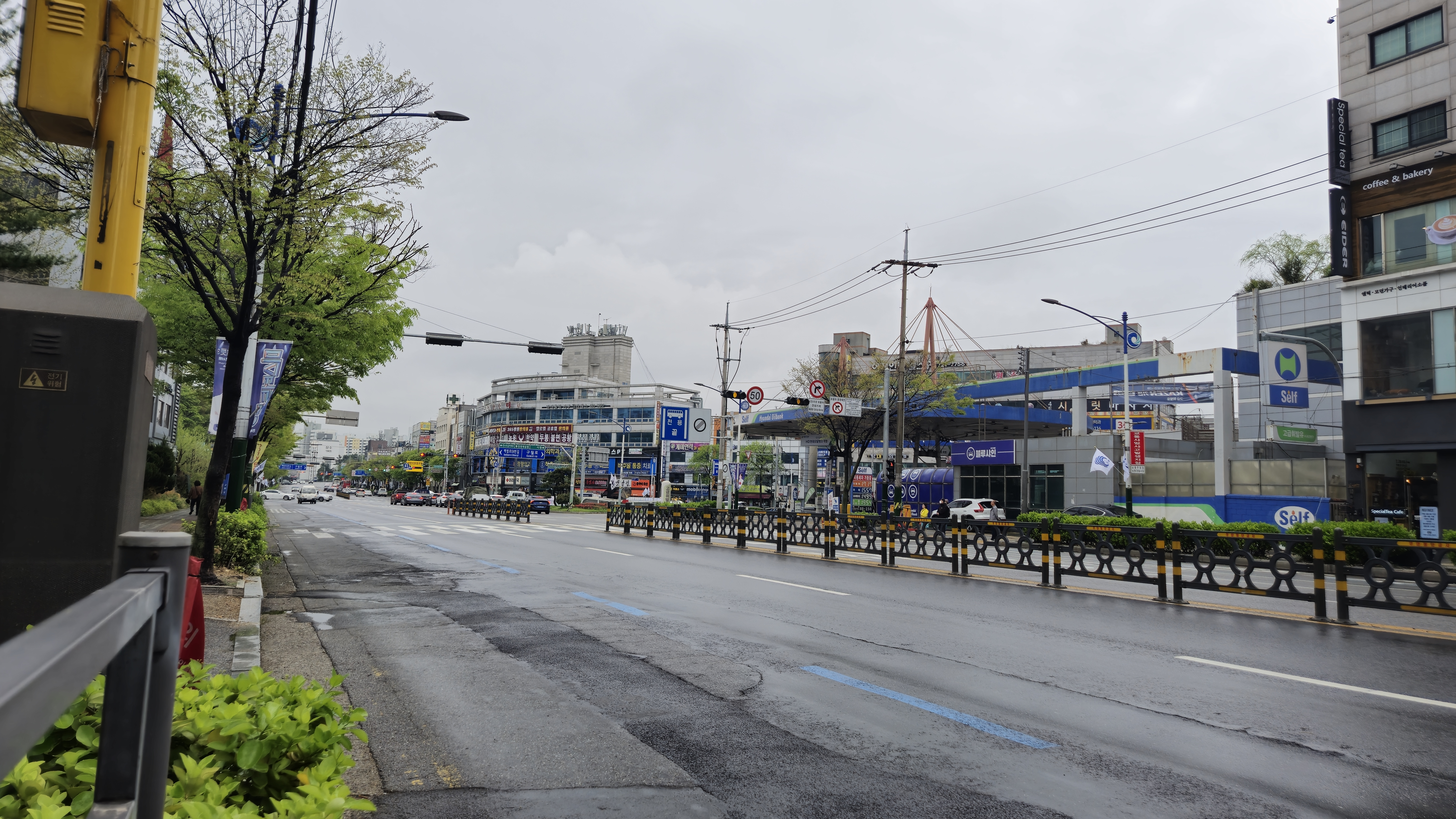
인천대공원 방향
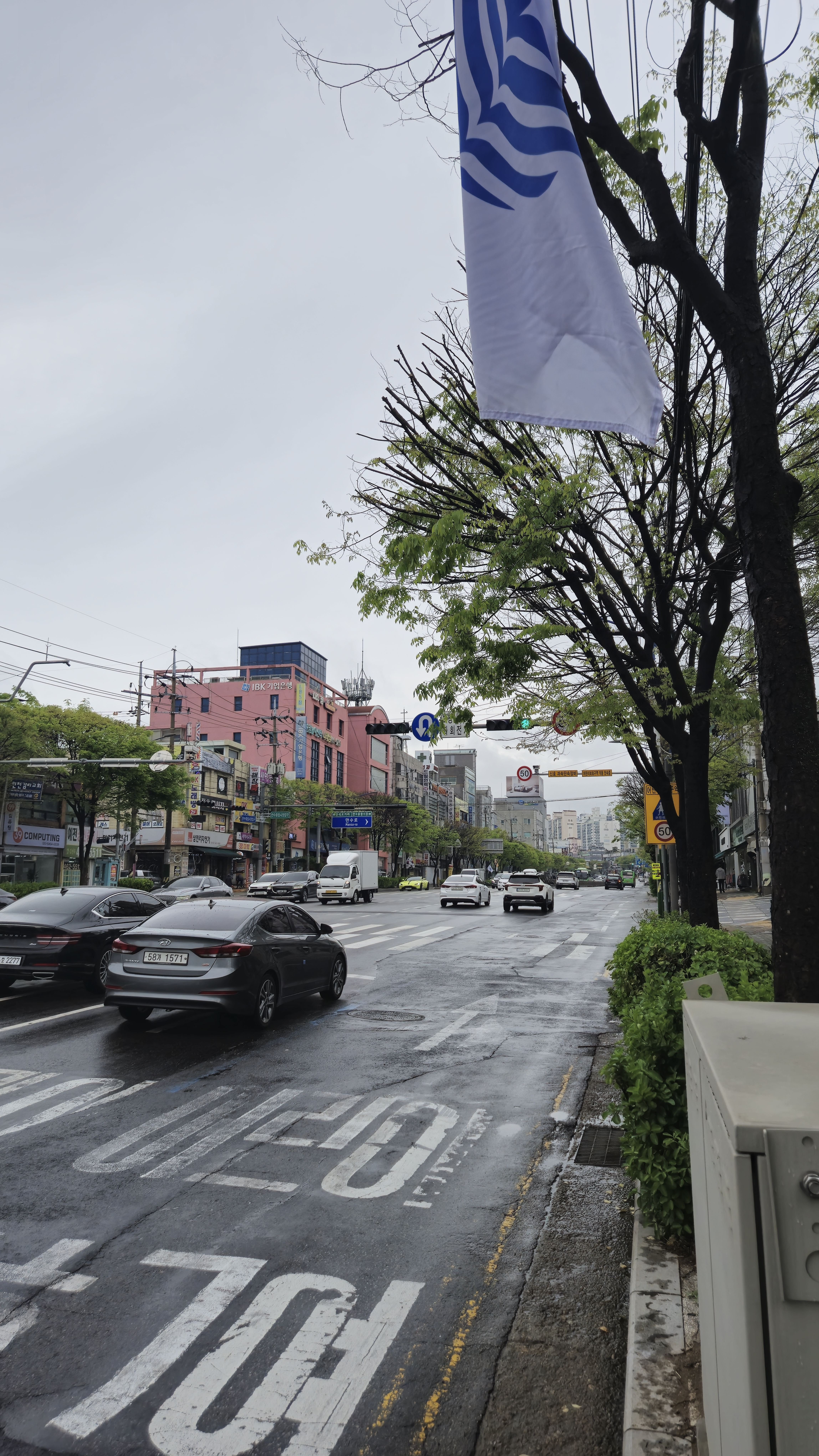
남동구 구월동 측 백범로 풍경(남동구청 깃발)
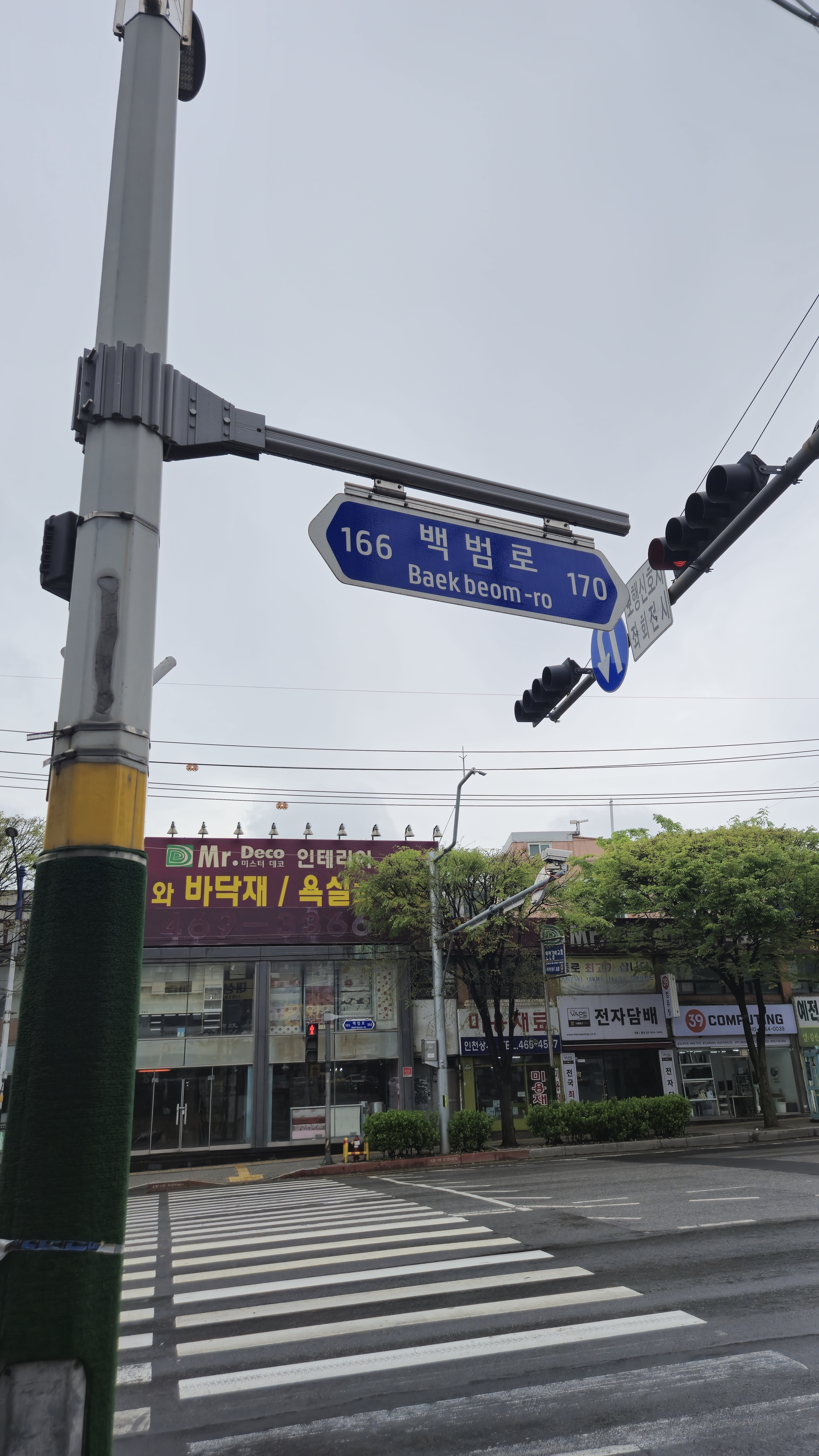
백범로 표지판
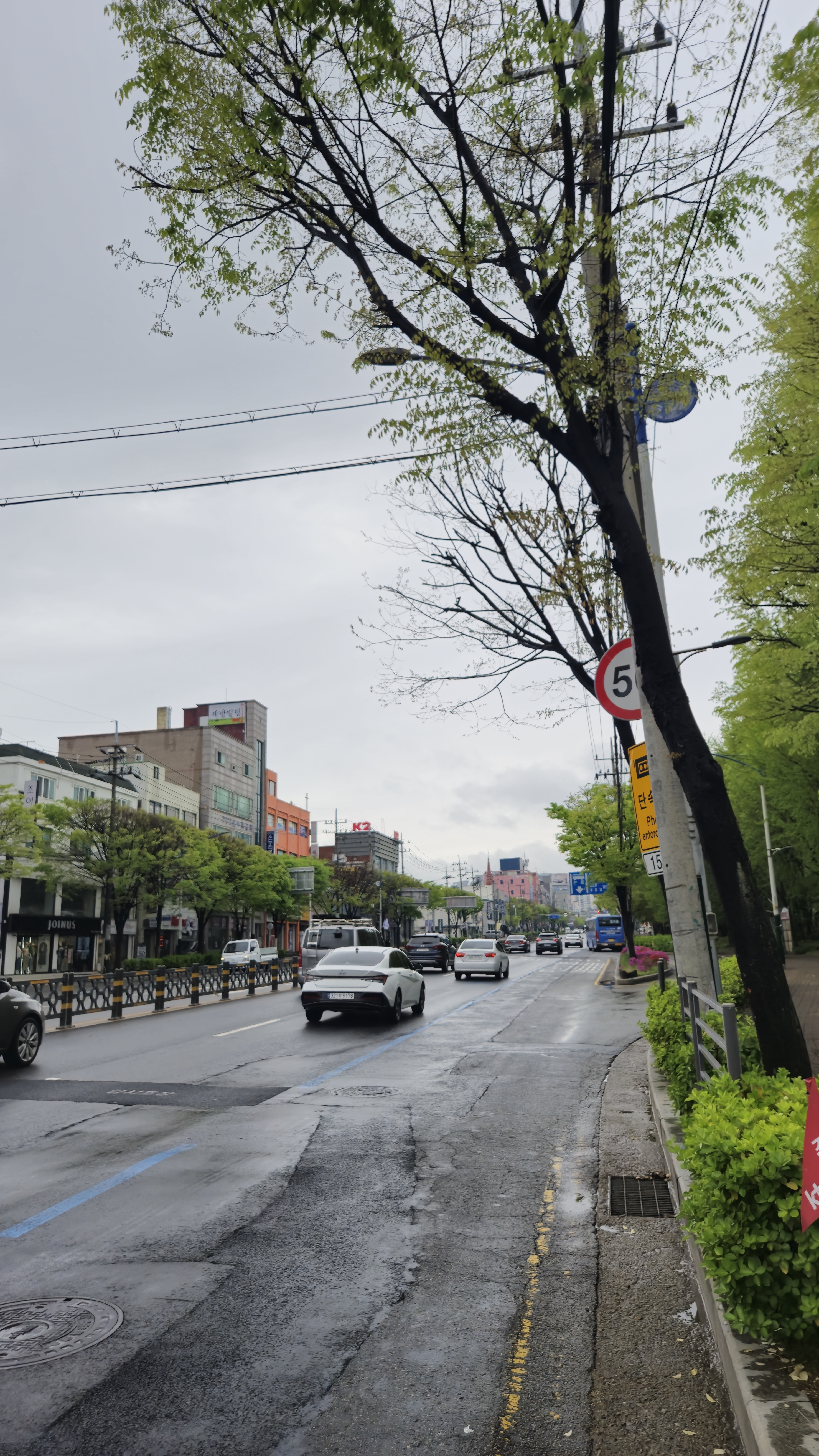
만수119안전센터 방향 백범로
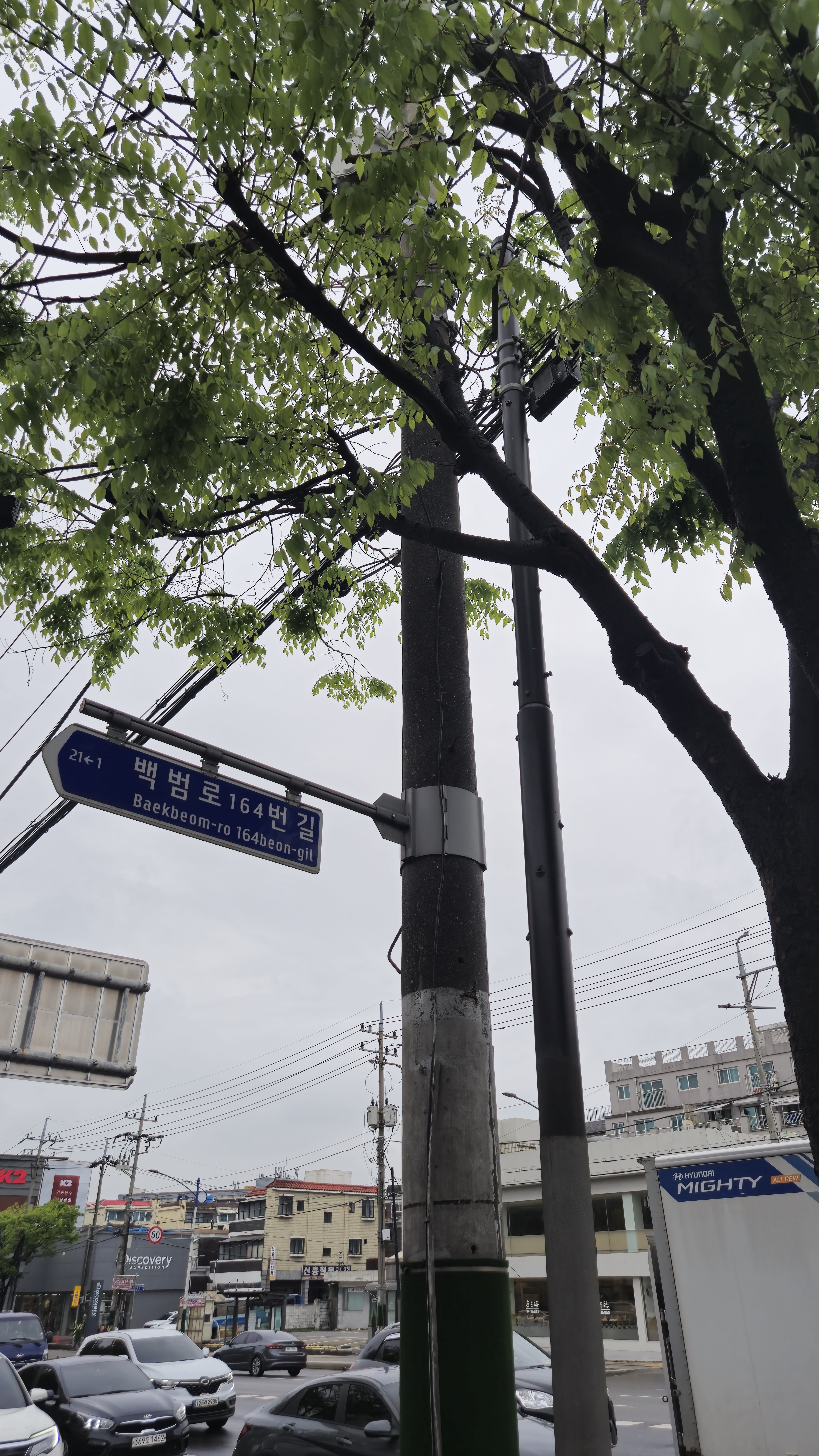
백범로164번길(가지번호길)